# 사타쿤타 지역

사타쿤타 지역의 문장

사타쿤타 지역의 위치

사타쿤타 지역(핀란드어: Satakunta, 스웨덴어: Satakunta, 라틴어: Finnia Septentrionalis 또는 Satagundia)은 핀란드를 구성하는 지역 가운데 하나로, 중심 도시는 포리이며 면적은 8,289km2, 인구는 235,416명이다. 남서수오미 지역, 칸타헤메 지역, 피르칸마 지역, 남포흐얀마 지역, 포흐얀마 지역과 접하며 21개 지방 자치체를 관할한다.